# 增福镇 (重庆市)
增福镇，是中华人民共和国重庆市涪陵区下辖的一个乡镇级行政单位。原为增福乡，2021年11月1日撤乡设镇。

## 行政区划
增福镇下辖以下地区：
延寿村、永宁村、黄龙村、河坝村、鸿鹤村、永红村、小湾村、群力村和同心村。